# Morona Santiago
Morona Santiago – jedna z 24 prowincji w Ekwadorze położona w środkowo-wschodniej części państwa. Graniczy od wschodu bezpośrednio z Peru, natomiast od północy z prowincjami Pastaza i Tungurahua, od południa z prowincją Zamora-Chinchipe, oraz od zachodu z prowincjami Azuay, Cañar i Chimborazo.
Prowincja podzielona jest na 12 kantonów:
1. Gualaquiza
2. Huamboya
3. Limón Indanza
4. Logroño
5. Morona
6. Pablo Sexto
7. Palora
8. San Juan Bosco
9. Santiago de Méndez
10. Sucúa
11. Taisha
12. Tiwintza